# Faustin Ambassa Ndjodo
Faustin Ambassa Ndjodo CICM (* 26. Juli 1964 in Ekouda) ist ein kamerunischer Ordensgeistlicher und römisch-katholischer Erzbischof von Garoua.

## Leben
Faustin Ambassa Ndjodo trat der Ordensgemeinschaft der Scheut-Missionare bei und empfing am 26. Juli 1997 die Priesterweihe.
Papst Benedikt XVI. ernannte ihn am 3. Dezember 2009 zum Bischof von Batouri. Der Erzbischof von Douala, Samuel Kleda, spendete ihm am 31. Januar des nächsten Jahres die Bischofsweihe; Mitkonsekratoren waren Roger Pirenne CICM, Alterzbischof von Bertoua, und Joseph Atanga SJ, Erzbischof von Bertoua.
Am 22. Oktober 2016 ernannte ihn Papst Franziskus zum Erzbischof von Garoua. Das Bistum Batouri verwaltete er bis zur Amtseinführung seines Nachfolgers Marcellin-Marie Ndabnyemb am 7. Juli 2018 weiter als Apostolischer Administrator.